# Руйиенский край
Ру́йиенский край (латыш. Rūjienas novads) — бывшая административно-территориальная единица на севере Латвии, в историко-культурной области Видземе. Край состоит из четырёх волостей и города Руйиена, который является центром края.
Край был образован 1 июля 2009 года из части расформированного Валмиерского района.
Площадь края — 352,2 км². Граничит с Мазсалацским, Буртниекским, Наукшенским краями Латвии и эстонским уездом Вильяндимаа.

## Население
На 1 января 2010 года население края составляло 6144 человек. 
Национальный состав населения края по итогам переписи населения Латвии 2011:
| Национальность | Численность, чел. (2011) | %        |
| -------------- | ------------------------ | -------- |
| Латыши         | 5138                     | 92,13 %  |
| Русские        | 183                      | 3,28 %   |
| Белорусы       | 75                       | 1,34 %   |
| Украинцы       | 50                       | 0,90 %   |
| Поляки         | 22                       | 0,39 %   |
| Литовцы        | 22                       | 0,39 %   |
| Другие         | 87                       | 1,56 %   |
| всего          | 5577                     | 100,00 % |

## Территориальное деление
- город Руйиена (латыш. Rūjiena)
- Вилпулкская волость (латыш. Vilpulkas pagasts
  - Вилпулка (центр)
  - Виркены
- Ерская волость (латыш. Jeru pagasts
  - Ери
  - Олери[латыш.]
  - Эндзеле (центр)
- Ипикская волость (латыш. Ipiķu pagasts
  - Ипики (центр)
  - Ипику-скола[латыш.]
  - Кирбены[латыш.]
- Лодская волость (латыш. Lodes pagasts
  - Лоде (центр)
  - Араксте[латыш.]